# Symplocos theifolia
Symplocos theifolia là một loài thực vật có hoa trong họ Dung. Loài này được (Hayata) Hayata miêu tả khoa học đầu tiên năm 1916.